# سراج‌محله (گلوگاه)
سراج محله، روستایی است از توابع بخش کلباد شهرستان گلوگاه در استان مازندران ایران.
طبق نظر مورخان و شواهد موجود به نظر می رسد، گالش ها و تات ها تنها بازمانده تپوریان هستند که در دوران باستان تاتپوریان نامیده میشدند.

## جمعیت
این روستا در دهستان کلباد شرقی قرار دارد و براساس سرشماری مرکز آمار ایران در سال ۱۳۸۵، جمعیت آن ۱۶۱۳ نفر (۴۱۸خانوار) بوده‌است. مردم سراج محله از قومیت طبری هستند که ریشه آن به قوم آمارد و قوم تپوری می‌رسد. مردم سراج محله به زبان طبری (مازندرانی)  سخن میگویند. سکنه بومی گلوگاه خود را تات می‌نامند و زبان خود را زبان تاتی می‌نامند. به گفته محققین تات در زبان اهالی مازندران به معنی بومی، روستایی و یکجانشین می‌باشد و منظور از تات همان قوم طبری است و منظور از زبان تاتی همان زبان طبری می‌باشد.